# Blood, Sweat and T-shirts
Blood, Sweat and T-shirts is een Britse documentairereeks die in 2008 werd uitgezonden op BBC Three.
De serie volgde zes Britse modeconsumenten tussen de 20 en 24 jaar oud terwijl ze naar India reisden om daar te wonen en werken met Indiase kledingarbeiders, waar ze kleding maakten die bestemd was voor de verkoop in Britse winkelstraten.
De serie werd genomineerd in de categorie Best Factual Series bij de BAFTA Television Awards van 2009. Een van de deelnemers aan Blood, Sweat and T-shirts was Stacey Dooley, die vervolgens diverse programma's voor de BBC presenteerde.
De serie werd gevolgd door Blood, Sweat and Takeaways in 2009, dat focuste op de voedselproductie in Azië, en Blood, Sweat and Luxuries in 2010, dat de productie van luxegoederen in Afrika belichtte.